# Дело о листовках
Де́ло о листо́вках (фр. Affaire des Placards) — распространение в октябре 1534 года гугенотских листовок во всех крупных городах Франции, которое резко изменило отношение верховной власти к французским протестантам. По преданию, одну из листовок король Франциск I нашёл у двери собственной спальни в замке Амбуаз.

До 1534 года Франциск I весьма терпимо относился к носителям идей Реформации — таким, как Гийом Фарель, Жак Лефевр д’Этапль, Жан Кальвин. В разгар противостояния с императором Карлом V французскому правительству представлялось, что Реформация в Германии подтачивает власть и авторитет императора, т. е. объективно работает на интересы Франции. Кроме того, влиятельный епископ Гийом Брисонне убеждал монарха в возможности реформировать католическую церковь, не доводя дело до раскола, как это произошло в империи. 

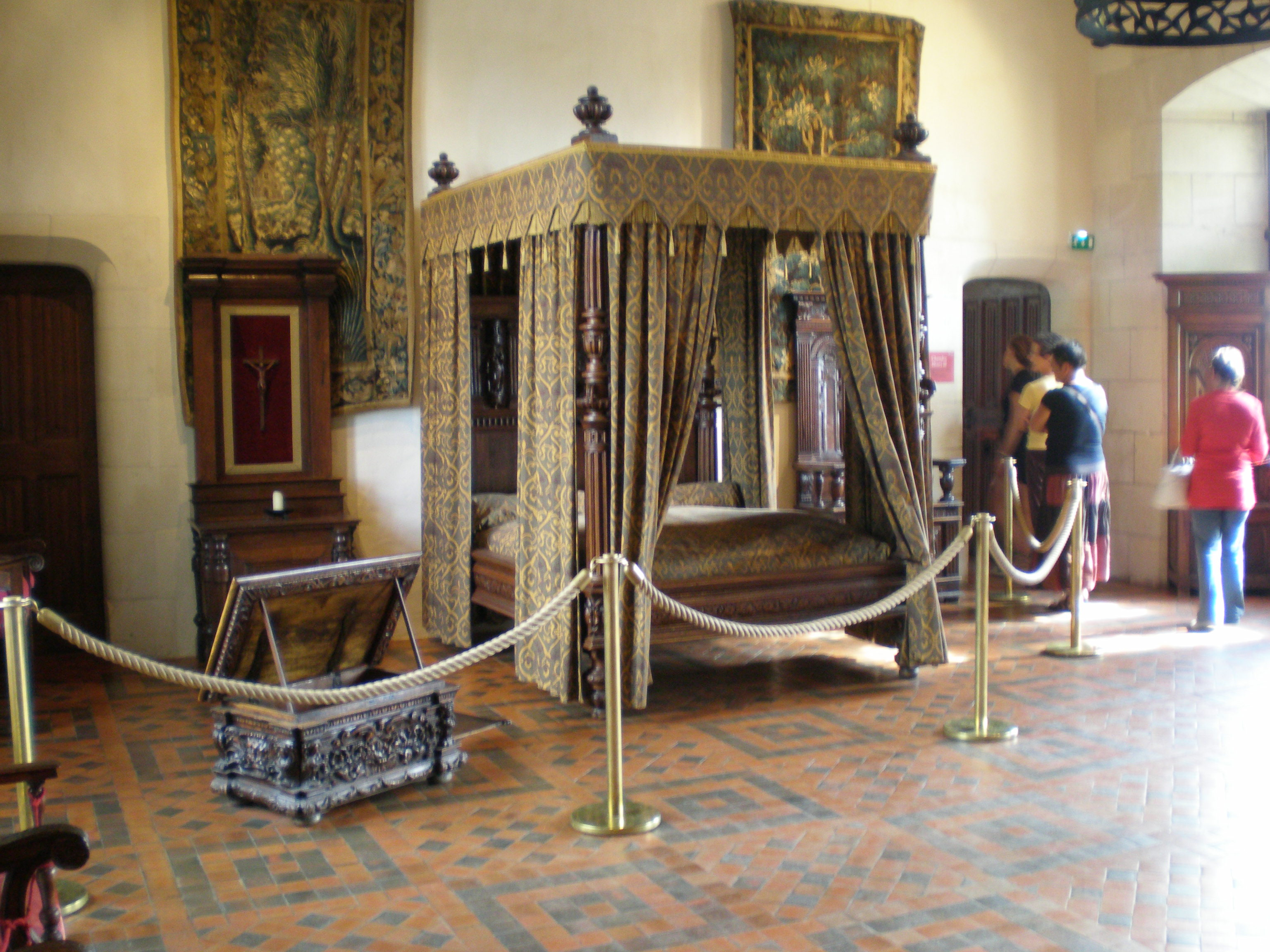
Спальня в Амбуазском замке.

Заигрывание короля с немецкими протестантами прекратилось, когда пришли известия о радикальных выступлениях анабаптистов. Аресты местных, французских протестантов привели к распространению листовок, автор которых (Антуан Маркур один из основоположников реформаторского движения во Франции) грубо поносил мессу, называл священников лжецами и богохульниками, которые якобы заняты только «колокольным звоном, бормотанием молитв, пением, пустыми церемониями, переодеванием и всякого рода колдовством», а доктрину о пресуществлении расценивал как прямое идолопоклонство.
В ответ на гугенотскую пропаганду король в 1535 году прошёл в покаянной процессии, завершившейся показательной казнью нескольких гугенотов, и издал указ об искоренении «еретической заразы»: предполагалось поощрять доносчиков и жестоко карать укрывателей. Во время январских гонений на протестантов было сожжено 35 «еретиков» и арестовано не менее трех сотен. Засим последовало ещё несколько указов, приравнивавших лютеранское исповедание к оскорблению его величества.
В результате гонений 1535 г. Реформация во Франции ушла в подполье, а её лидеры — Фарель, Лефевр и Кальвин — покинули пределы Франции.

## Источник
1. ↑  Glenn S. Sunshine. Reforming French Protestantism. — Truman State University Press, 2003. — P. 15. — ISBN 9781931112284.
2. 1 2  Статья «Гугеноты» Архивная копия от 22 мая 2012 на Wayback Machine в Православной энциклопедии